# Эд из телевизора
«Эд из телевизора» (англ. EDtv) — комедийный фильм режиссёра Рона Ховарда, снятый в 1999 году. Американская адаптация франко-канадского фильма «Louis 19, le roi des ondes» (1994).
Премьера фильма состоялась вне конкурсной программы Каннского кинофестиваля в 1999 году.
Слоган: «The story of a nobody everybody is watching».

## Сюжет
Фильм начинается с интервью канала True TV об открытии реалити-шоу о жизни обычного человека с прямой трансляцией 24 часа в сутки, 7 дней в неделю. Идея шоу была придумана телевизионным продюсером по имени Синтия (Эллен Дедженерес). Начав поиск претендента, съёмочная группа берёт интервью у Эда (Мэттью Макконехи) и его брата Рэя (Вуди Харрельсон). Когда продюсеры смотрят интервью, Синтия решает пригласить Эда и берёт интервью только у него. После этого телеканал начинает транслировать шоу, получившее название Эд из телевизора (EDtv). Первый показ терпит фиаско, поскольку не происходит ничего интересного — смотреть шоу просто скучно, и главные продюсеры хотят закрыть программу, но Синтия против.
Тем не менее, на третий день показа у шоу внезапно поднимается рейтинг, когда Эда навещает его брат Рэй. Эд (наряду с операторами) обнаруживает, что Рэй обманывает его подругу Шэри (Дженна Элфман). После чего, Эд посещает Шэри, чтобы принести извинения за действия своего брата. Пьяная Шэри начинает оскорблять Рэя, говоря все это в камеру. Это вызывает смех у зрителей и возгласы, наподобие — «оооох!!» и «Рэй был плохой любовник». Эд пытается утешить Шэри и признается в своих чувствах к ней. Она также демонстрирует симпатию к Эду. Их лица медленно сближаются и наконец они целуют друг друга. Тогда Эд запирает операторскую группу и продолжает неистово целовать Шэри некоторое время. Шоу Эда внезапно становится чрезвычайно популярным.
Эд участвует в шоу The Tonight Show with Jay Leno с Джейем Лено, где встречает красивую модель/актрису Джилл (Элизабет Хёрли), которой он приходится по вкусу. Эд приходит к Шэри, и она говорит ему, что не хочет быть с ним, пока не прекратятся съемки шоу. Затем она уезжает из города.
Эд и Рэй идут в парк, поиграть в футбол с друзьями, к ним приезжает Джилл, чтобы поговорить с Эдом, потому что Синтия велела ей найти способ поднять рейтинг передачи. Она приглашает Эда на обед к себе домой и когда он приезжает к ней, это собирает множество зрителей у экранов. Вначале они мило беседуют, а затем целуются на столе. Они собираются заняться сексом в прямом эфире, но Эд падает со стола прямо на кошку Джилл. С тех пор они не встречались снова.
Отец Эда (Дэннис Хоппер), который ушёл из семьи, когда Эду было 13 лет, неожиданно навещает Эда и сообщает ему, что уехал, потому что у матери Эда был роман с Элом, его отчимом. Эд страшно зол на мать и скандалит с нею.
Затем, Эд отвечает на телефонный звонок, его просят приехать в больницу. Доктор говорит Эду, что его отец умер, и что это случилось, когда он занимался любовью с женой. Эд думает, что врач говорит про смерть Эла, но это фактически — мёртв его настоящий отец.
После похорон, Эд становится подавленным тем фактом, что продюсеры хотят, чтобы он дальше участвовал в шоу и что он ничего не может с этим поделать, изменить их решение, или нарушить свой контракт. Эд находится в депрессии, когда он мельком видит Шэри (одетую в парик и темные очки). Он преследует её какое-то время, пока она не останавливается в женском туалете кинотеатра. Шэри говорит, что останется со своим братом, поскольку это — его день рождения, и она только хотела увидеть Эда. Но она не хочет быть с ним, пока шоу не закончится. Когда Эд выходит, один оператор остается с Шэри, говоря, что это — новая идея продюсеров. Главный оператор говорит ему, что теперь снимают всю его семью, но они показывают только наиболее интересного человека из всех.
У Эда возникает идея о том, как остановить главного продюсера шоу: он объявляет, что выплатит сумму $ 10000 тому, тому кто предоставит ему лучший компромат на продюсеров, а он расскажет его в прямом эфире, добиваясь закрытия шоу, прежде чем компромат будет предоставлен. Поскольку Синтия проявляет жалость к Эду, она рассказывает ему секрет главного продюсера. Эд раскрывает его в прямом эфире (что продюсер должен накачать жидкость в член, чтобы получить эрекцию) но, прежде чем успевает договорить до конца, трансляция шоу прекращается.

## В ролях
| Актёр            | Роль                 |
| ---------------- | -------------------- |
| Мэттью Макконахи | Эд Пекурни           |
| Дженна Эльфман   | Шэри                 |
| Вуди Харрельсон  | Рэй Пекурни          |
| Мартин Ландау    | Эл                   |
| Салли Кёркленд   | Джанетт              |
| Элизабет Хёрли   | Джилл                |
| Эллен Дедженерес | Синтия               |
| Роб Райнер       | мистер Уитакер       |
| Дэннис Хоппер    | Генри 'Хэнк' Пекурни |
| Адам Голдберг    | Джон                 |
| Меррин Данджи    | мисс Сивер           |
| Иэн Гомес        | Макилвейн            |
| Джей Лено        | в роли самого себя   |